# Arara
O termo arara designa várias aves psitaciformes de grande porte da tribo Arini, cauda longa e um bico curvado resistente. Geralmente, os gêneros comumente chamados de araras são os gêneros Ara, Anodorhynchus e Cyanopsitta.

## Etimologia
"Arara" se origina do termo tupi a'rara. "Ará" se originou do termo tupi a'rá e significa aves de muitas cores.

## Exemplos
- Arara-azul-de-lear (Anodorhynchus leari)
- Arara-azul-grande (Anodorhynchus hyacintinus)
- Arara-azul-pequena (Anodorhynchus glaucus)
- Ararinha-azul (Cyanopsitta spixii)
- Arara-vermelha (Ara chloroptera)
- Araracanga (Ara macao)
- Arara-canindé (Ara ararauna)
- Arara-militar (Ara militaris)
- Arara-militar-grande (Ara Ambiguus)
- Arara-de-santa-cruz (Ara autocthones)
- Ararinha-de-testa-vermelha (Ara rubrogenys)